# Mihran Dabag

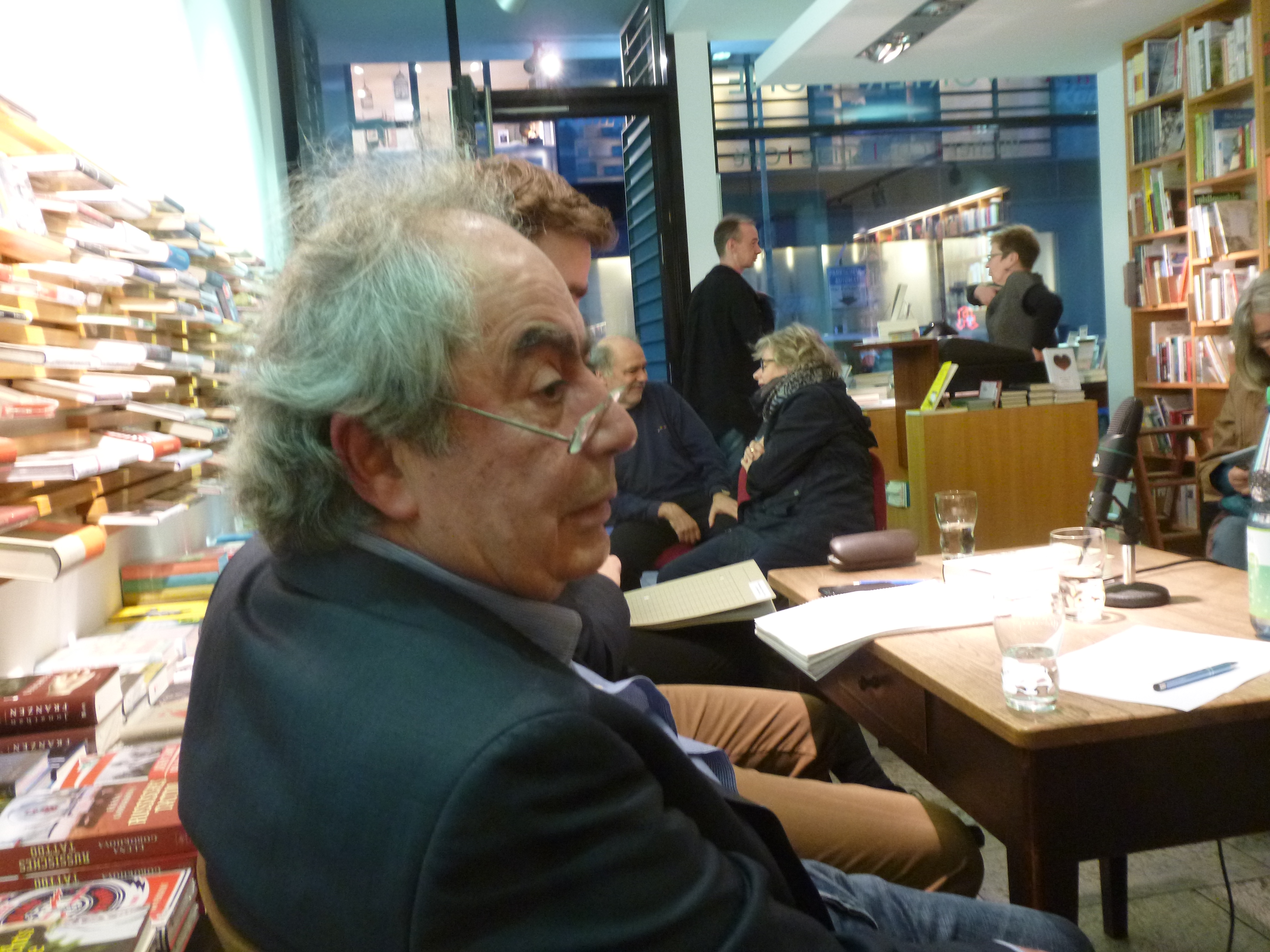
Mihran Dabag (2015)

Mihran Dabag (* 1944 in Diyarbakır, Türkei) ist ein deutscher Historiker und Publizist armenischer Herkunft. Er ist der Gründungsdirektor des Instituts für Diaspora- und Genozidforschung an der Ruhr-Universität Bochum, das er von 1994 bis 2019 leitete.
Mihran Dabag studierte Philosophie, Geschichte, Soziologie und Politikwissenschaft in Bonn und Bochum. Von 1982 bis 1985 war er Wissenschaftlicher Mitarbeiter am Institut für Entwicklungsforschung und Entwicklungspolitik der Bochumer Universität. Mit einer Arbeit über Karl Löwiths Kritik der Geschichtsphilosophie und seinen Entwurf einer Anthropologie wurde Dabag 1986 am Fachbereich Philosophie der Ruhr-Universität Bochum zum Dr. phil. promoviert. Danach übernahm er Lehraufträge an der Universität-Gesamthochschule Duisburg im Bereich Soziologie und Erziehungswissenschaften. Von 1988 bis 1994 war er Wissenschaftlicher Mitarbeiter an der Sektion für Sozialpsychologie derselben Universität, wo er einen Arbeitsschwerpunkt zur Diasporaforschung und Traumaforschung bildete. 
Im Jahr 1994 wurde Dabag Direktor des neugegründeten Instituts für Diaspora- und Genozidforschung an der Ruhr-Universität Bochum, das er bis 2019 leitete. Daneben übernahm er 1997/98 eine Lehrstuhlvertretung am Fachbereich Literatur- und Sprachwissenschaften der Universität-Gesamthochschule Essen. Die Fakultät für Geschichtswissenschaft der RUB ernannte ihn 2006 zum Professor. Er hat zahlreiche Bücher über Gewalt, Genozid und Kolonialismus veröffentlicht und ist seit 1999 Herausgeber der Zeitschrift für Genozidforschung. Mihran Dabag erhielt 2003 den Franz-Werfel-Menschenrechtspreis. Als Leiterin des Bochumer Instituts für Diaspora- und Genozidforschung folgte ihm seine langjährige Mitstreiterin Kristin Platt nach.
Dabag ist der Auffassung, dass erst die Anerkennung eines Genozids eine wirkliche Aufarbeitung der Geschichte im Detail ermögliche, und verweist hierbei auch auf den Völkerrechtler Raphael Lemkin, der den Begriff Genozid geprägt hat und an der UN-Genozidkonvention von 1948 maßgeblich beteiligt war. Er ist wie Lemkin der Meinung, dass die juristisch-politische Anerkennung eines Genozids die notwendige Voraussetzung seiner historischen Erforschung sei, da sonst jede Beschäftigung in einen Zirkel von Leugnung und ihrer Widerlegung gezwungen werde. Dabag bezieht dies auch auf den EU-Beitritt der Türkei und den Völkermord an den Armeniern und vertritt die Ansicht, dass eine Anerkennung des Völkermordes seitens der Türkei zur Vorbedingung für einen EU-Beitritt gemacht werden sollte, wie bereits in einer Resolution des EU-Parlaments verabschiedet.

## Ehrungen
- 2003:  Franz-Werfel-Menschrechtspreis [des Zentrum gegen Vertreibungen]
- 2009: Verdienstkreuz am Bande der Bundesrepublik Deutschland

## Schriften (Auswahl)
Als Autor
- Löwiths Kritik der Geschichtsphilosophie und sein Entwurf einer Anthropologie. Brockmeyer, Bochum 1989, ISBN 3-88339-710-5 (Dissertation, Universität Bochum, 1986).

Als Herausgeber
- mit Kristin Platt: Identität in der Fremde. Brockmeyer, Bochum 1993, ISBN 3-8196-0134-1.
- mit Kristin Platt: Generation und Gedächtnis. Erinnerungen und kollektive Identitäten. Leske + Budrich, Opladen 1995, ISBN 3-8100-1233-5.
- mit Kristin Platt: Genozid und Moderne. Band 1: Strukturen kollektiver Gewalt im 20. Jahrhundert. Leske + Budrich, Opladen 1998, ISBN 3-8100-1822-8.
- mit Antje Kapust und Bernhard Waldenfels (Hrsg.): Gewalt. Strukturen, Formen, Repräsentationen. Fink, München 2000, ISBN 3-7705-3411-5.
- mit Horst Gründer und Uwe K. Ketelsen (Hrsg.): Kolonialismus. Kolonialdiskurs und Genozid. Fink, München 2004, ISBN 3-7705-4070-0.
- mit Kristin Platt: Die Machbarkeit der Welt. Wie der Mensch sich selbst als Subjekt der Geschichte entdeckt. Fink, München 2006, ISBN 3-7705-3949-4.
- mit Kristin Platt: Verlust und Vermächtnis. Überlebende des Genozids an den Armeniern erinnern sich. Schöningh, Paderborn 2015, ISBN 978-3-506-78148-2.